# Helena Przezdziecka
Helena z Przezdzieckich Radziwiłłowa (ur. 6 stycznia 1753, zm. 1 kwietnia 1821 w Warszawie) – wojewodzina wileńska, założycielka Arkadii pod Łowiczem, dama dworu rosyjskiego odznaczona orderem św. Katarzyny. 

## Życiorys

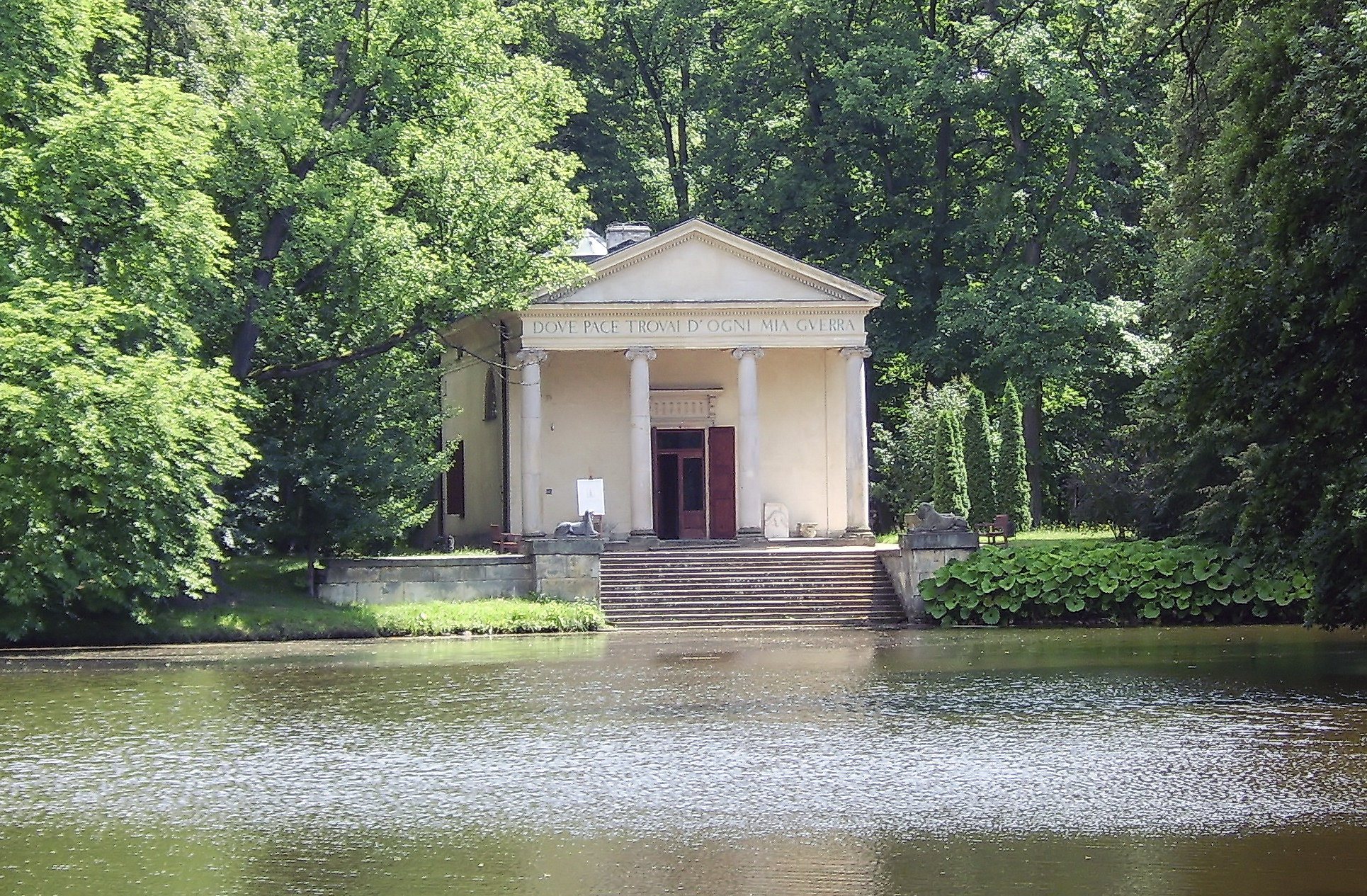
Świątynia Diany w ogrodzie romantycznym w Arkadii

Była córką Antoniego Tadeusza Przezdzieckiego, podkanclerzego litewskiego, i Katarzyny Ogińskiej, wojewodzianki trockiej. 26 kwietnia 1771 poślubiła Michała Hieronima Radziwiłła. Z tej okazji Adam Tadeusz Naruszewicz napisał utwór Oda XVII. Na Akt Weselny Książęcia Michała Radziwiłła Miecznika W. Ks. Lit. Z Heleną Przeździecką Podkanclerzanką Lit.
Znana była z urody i romansów, m.in. z rosyjskim ambasadorem  w Warszawie, Ottonem Magnusem von Stackelbergiem i posłem Jakobem Sieversem. Była matką Ludwika Mikołaja (którego do chrztu trzymał król Stanisław August Poniatowski), Antoniego Henryka, Michała Gedeona, Karola Łukasza oraz Andrzeja Walentego, a także Krystyny Magdaleny, Anieli i Róży Katarzyny.
Była inicjatorką powstania parku Arkadia niedaleko Nieborowa, zaprojektowanego w stylu angielskim.
Helena z Przezdzieckich Radziwiłłowa posiadała najwyższy rosyjski order kobiecy. W kwietniu 1797, przy okazji koronacji Pawła I, została odznaczona małym krzyżem orderu św. Katarzyny. Jednocześnie mianowano ją stats-damą – honorową damą dworu (damą stanu dworu cesarskiego).
Była członkinią loży adopcyjnej Dobroczynności (de la Bienfaisance) od 1785.